# اشتراكية الدولة
اشتراكية الدولة هي تصنيف تنضوي تحته أي أيديولوجيا اشتراكية، اجتماعية كانت أم اقتصادية، تنادي بملكية الدولة لوسائل الإنتاج، إما بوصفها إجراءً مؤقتًا في الفترة الانتقالية من الرأسمالية إلى الاشتراكية أو باعتبارها خصيصةً للاشتراكية ذاتها.
يُستخدم مصطلح اشتراكية الدولة عادة بالترادف مع مصطلح رأسمالية الدولة للدلالة على الأنظمة الاقتصادية في الدولة الماركسية اللينينية مثل الاتحاد السوفييتي، وذلك لإبراز دور الدولة في التخطيط الاقتصادي المركزي لتلك الاقتصادات؛ ويلجأ منتقدو الأنظمة أعلاه عادةً إلى وسمها باسم رأسمالية الدولة. يزعم الاشتراكيون الديمقراطيون والليبرتاريون أن تلك الدول لم تتسم سوى بأقل القليل من الخصائص المميزة الاشتراكية. على كل حال، يؤكد الماركسيون اللينينيون أن العمال في الاتحاد السوفييتي والدول الماركسية اللينينية تمتعوا بسلطة حقيقية على وسائل الإنتاج عبر مؤسسات مثل النقابات العمالية.
تُوضع اشتراكية الدولة عادةً بالتضاد مع الاشتراكية الليبرتارية التي ترفض فكرة أن الاشتراكية يُمكن بناؤها عبر اللجوء إلى مؤسسات الدولة القائمة أو من خلال السياسات الحكومية. على النقيض من ذلك، يدعي أنصار اشتراكية الدولة أن الدولة -لأسباب تتعلق بالحوكمة- يجب أن تساهم وإن بشكل مؤقت في بناء الاشتراكية. ولهذا، من الممكن تصور دولة ديمقراطية تمتلك وسائل الإنتاج، ولكنها منظمة داخليًا بطريقة تشاركية، وتعاونية، وهكذا تتحقق الملكية الجماعية للممتلكات الإنتاجية والديمقراطية داخل مكان العمل في العمليات اليومية.

## نبذة تاريخية
كان فرديناند لاسال أول من قدّم شرحًا واضحًا لفلسفة اشتراكية الدولة. على العكس من وجهة نظر كارل ماركس، رفض لاسال مفهوم الدولة بصفتها بنية سلطوية ذات أساس طبقي تتلخص وظيفتها الوحيدة في الحفاظ على البُنى الطبقية الموجودة، ولهذا السبب رفض لاسال المفهوم الماركسي الذي مفاده أن قدر الدولة المحتوم هو الاضمحلال. اعتبر لاسال الدولة كيانًا مستقلًا عن الولاءات الطبقية وأداةً لتحقيق العدالة التي ستكون من ثم ضرورية لتحقيق الاشتراكية.
أفصح العديد من الفلاسفة اللاسلطويين والليبرتاريين عن المفاهيم المبكرة لاشتراكية الدولة، الذين بدورهم عارضوا مفهوم الدولة ككل. في كتابه السلطوية واللاسلطوية، كشف ميخائيل باكونين عن النزعة السلطوية ضمن الحركة الماركسية التي قارنها بالاشتراكية الليبرتارية وعزاها إلى فلسفة ماركس. تنبأ باكونين بأن نظرية ماركس للانتقال من الرأسمالية إلى الاشتراكية، التي تتضمن سيطرة الطبقة العاملة على سلطة الدولة لتتحقق دكتاتورية البروليتاريا، سيؤول بها الحال إلى اغتصاب أجهزة الدولة للسلطة في سبيل مصالحها الذاتية، ما يؤذن بتدشين فترة لشكل من الرأسمالية بدلًا من بناء الاشتراكية.
أيديولوجيا سياسية، برزت أهمية اشتراكية الدولة خلال القرن العشرين بتجسدها في الثورات البلشفية، واللينينية، والماركسية اللينينية، إذ نجم عنها تبرير سلطة الحزب الواحد على مفاصل الدولة ومن ثم على المجالات السياسية والاقتصادية في المجتمع باعتبارها وسيلة لحماية الثورة ضد تمرد الثورة المضادة والغزو الأجنبي. تُعتبر النظرية الستالينية للاشتراكية في بلد واحد محاولةً لشرعنة النشاطات الموجهة من الدولة في إطار الجهود الرامية إلى تسريع عملية التحول الصناعي في الاتحاد السوفييتي.

## الوصف والنظرية
بصفتها أيديولوجيا سياسية، تُعتبر اشتراكية الدولة إحدى الخطوط العريضة الفاصلة ضمن الطيف الأوسع للحركة الاشتراكية. عادةً ما تُعقد المقارنات بينها وبين الأشكال الأخرى من الاشتراكية اللاسلطوية أو المناهضة للدولة، مثل تلك التي تنادي بالأدهقراطية الموجهة ذاتيًا والملكية المباشرة للتعاونيات وإدارة وسائل الإنتاج. من ضمن الفلسفات التي تُقارَن باشتراكية الدولة يُذكر ما يلي: فلسفات الاشتراكية الليبرتارية، مثل اللاسلطوية، وماركسية دانيال دي ليون، والديمقراطية الاقتصادية، واشتراكية السوق، والماركسية الليبرتارية، والنقابية. تتناقض هذه الأشكال من الاشتراكية مع الأشكال الهرمية من الاشتراكية، مثل: الاشتراكية التكنوقراطية، والإدارة العلمية، والتخطيط الاقتصادي الموجه من قبل الدولة
ظهر المفهوم المعاصر من اشتراكية الدولة، الذي يُستخدم للإشارة إلى الأنظمة التي تحتذي مثال الاتحاد السوفييتي اقتصاديًا وسياسيًا، بوصفه انحرافًا عن النظرية الماركسية لدى فلاديمير لينين. في النظرية الماركسية، يُتوقع من الاشتراكية أن تظهر في أشد البلدان الرأسمالية المتقدمة اقتصاديًا حيث تعاني الرأسمالية أكبرَ التناقضات الداخلية والصراع الطبقي. بالمقابل، أصبحت اشتراكية الدولة نظرية ثورية تبنتها أفقر دول العالم ذات الأنظمة الشبيهة بالإقطاعية.
في أنظمة كهذه، يُستخدَم جهاز الدولة بصفته أداةً لتراكم رأس المال، وانتزاع فائض القيمة من الطبقة العاملة والفلاحين بغرض تحديث الدول الفقيرة وتحويلها إلى الطور الصناعي. يُطلق على هذه الأنظمة عادة تسمية رأسمالية الدولة لأن الدولة تنخرط في مراكمة رأس المال، وفي الغالب باعتباره جزءًا من سياسات تراكم رأس المال البدائي (راجع أيضًا النظرية السوفييتية في تراكم رأس المال البدائي الاشتراكي). يكمن الفرق في أن الدولة تعمل بصفتها كيانًا عامًا وتنخرط في هذا النشاط من أجل تحقيق الاشتراكية عبر إعادة استثمار رأس المال المتراكم في المجتمع، إما من خلال زيادة برامج الرعاية الصحية والتعليم والتوظيف، أو عبر السلع الاستهلاكية، في حين يُنتزع فائض القيمة في المجتمعات الرأسمالية من الطبقة العاملة ويُنفق اعتباطًا وفقًا لرغبات مالكي وسائل الإنتاج ولما يرونه حاجات تخصهم.

### دور الدولة في اشتراكية الدولة
وفقًا للمفهوم الاشتراكي التقليدي، تبنى المفكرون من أمثال فريدريك إنجلز وهينري دو سان سيمون الموقف القائل إن طبيعة الدولة ستتغير في المجتمع الاشتراكي، بالإضافة إلى تغير وظيفة الدولة من الحكم السياسي على الشعب إلى الاضطلاع بالإدارة العلمية لعمليات الإنتاج. بشكل محدد، ستصبح الدولة كيانًا اقتصاديًا تنسيقيًا يتألف من اتحادات جامعة متكاتفة بدلًا من آلية للسلطة الطبقية والسياسية، ويتم هذا خلال عملية تحول الدولة من كونها دولةً بالمعنى التقليدي.
قبل الثورة البلشفية في روسيا، انتقدت العديد من الجماعات الاشتراكية مثل اللاسلطويين، وتيارات الماركسيين الأصيلين مثل الشيوعية المجالسية والمناشفة، والإصلاحيين، وغيرهم من الاشتراكيين الديمقراطيين والليبرتاريين، فكرة استخدام الدولة لإجراء التخطيط المركزي وتأميم وسائل الإنتاج باعتبارهما وسيلة لبناء الاشتراكية.

## التصورات السياسية
لطالما رُوج لاشتراكية الدولة على أنها وسيلة لتحقيق الملكية العامة لوسائل الإنتاج عبر تأميم الصناعة. كان القصد من ذلك أن يكون مرحلة انتقالية في عملية بناء الاقتصاد الاشتراكي. كان من ضمن أهداف التأميم تجريدُ كبار الرأسماليين من ممتلكاتهم وترسيخ دعائم الصناعة كي تُنفق الأرباح في المالية العامة، لا لتكديس الثروات الخاصة. سيكون التأميم أول خطوة في عملية طويلة المدى للتحول الاشتراكي في الإنتاج، والذي سيشهد إدارة الموظفين، وإعادة تنظيم الإنتاج لأغراض الاستعمال لا الربح.
من جانب آخر، نادى الاشتراكيون الديمقراطيون التقليديون والاشتراكيون الديمقراطيون غير الثوريين بعملية انتقال تدريجية وسلمية من الرأسمالية إلى الاشتراكية. يرغب التقليديون في تحييد الرأسمالية، في حين يرغب غير الثوريين في إلغاء الرأسمالية تمامًا، عبر الإصلاح السياسي بدلًا من الثورة. تتضمن هذه الوسيلة التي تتخذ من التدرج سياسةً لها اللجوءَ إلى استخدام أجهزة الدولة ومؤسسات الحكومة القائمة للانتقال التدريجي بالمجتمع نحو الاشتراكية، وأحيانًا ما تُواجَه بالسخرية من طرف باقي الاشتراكيين الذين يعتبرونها شكلًا من فرض الاشتراكية من فوق، أو نخبوية سياسية لاعتمادها على الوسائل الانتخابية لتحقيق الاشتراكية.
على النقيض من ذلك، تؤمن الاشتراكية الماركسية والاشتراكية الثورية بأن الثورة البروليتارية هي السبيل العملي الوحيد لإنفاذ تغييرات جوهرية في بُنى المجتمع. يعتقد الاشتراكيون الذين يعتنقون الديمقراطية التمثيلية أن الدولة بعد مدة زمنية معينة في ظل الاشتراكية ستؤول إلى الاضمحلال لأن الفروقات الطبقية ستختفي وسيُستعاض عن الديمقراطية التمثيلية بالديمقراطية المباشرة في الاتحادات الشعبية المتبقية التي كانت عصب الدولة السابقة. ستُلغى مركزية السلطة وتُوزع بالتساوي على الشعب، الأمر الذي سيُفضي إلى المجتمع الشيوعي.